# 威廉斯堡之戰
威廉斯堡之戰（英語：Battle of Williamsburg）於1862年5月5日發生在維吉尼亞的約克縣，威廉斯堡和詹姆斯市縣，是南北戰爭中北軍為奪得維吉尼亞半島而發動的一場戰役。
威廉斯堡曾經是大英帝國在北美最大、最富有，同時也是人口最多的郡首府。直到美國革命戰爭期間，維吉尼亞的郡首府被遷往里奇蒙，因為脆弱的威廉斯堡可能擋不住英軍的攻擊。不過，期間許多重要的大會都是在威廉斯堡舉行。而美國第二所歷史最悠久的威廉與瑪麗學院都是建於當地。可見威廉斯堡有歷史上是有一個相對的重要性，對南方人民而言失去威廉斯堡都算得上是一個小打擊。

## 戰役

### 胡克對隆史崔特
最初，40,768名北軍與31,823名南軍戰鬥，南軍（由詹姆斯·隆史崔特率領）當時都結集在威廉斯堡南側的堡壘後（位於崖壁邊緣），而北軍少將約瑟夫·胡克下令從崖壁下正面進攻南軍，但南軍猛烈的砲轟令北軍無法推進，更不可能打破南軍的防線，佔領威廉斯堡。
南軍打退了胡克的北軍後就開始反攻，北軍節節敗退，直到卡尼（Kearny）的軍師趕到北軍陣線。在卡尼的鼓勵下，北軍擋住了南軍的反擊，把他們趕回防線，但雙方因此而陷入拉鋸戰。

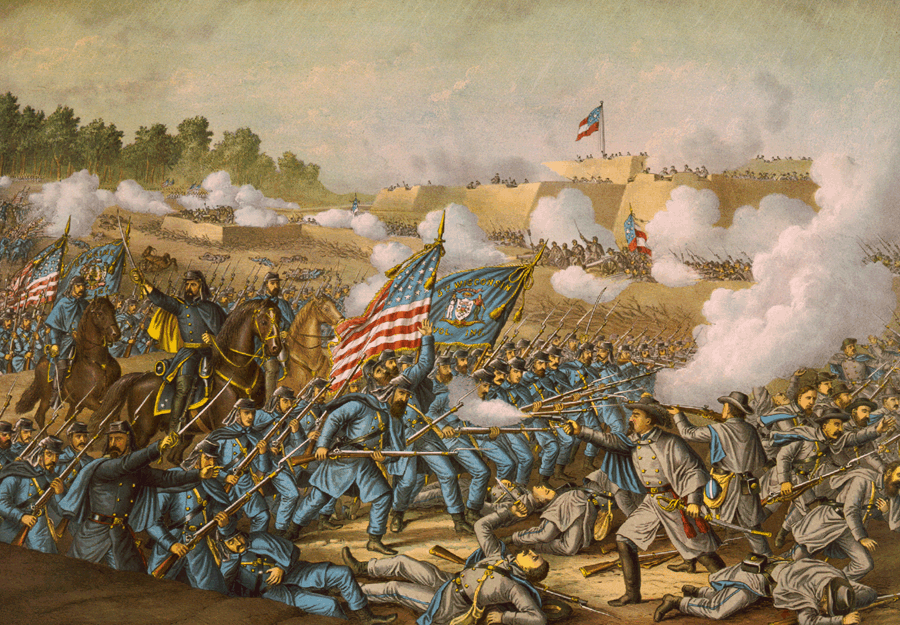

### 漢考克對爾利
不久，北軍温菲尔德·斯科特·汉考克少將率領其軍旅趕到Cub Creek（約克河的支流之一），打算攻擊南軍的側翼，但胡克數次要他撤回威廉斯堡南面，幫助正面進攻南軍。漢考克知道胡克的戰略是錯誤而且無法達成佔領威廉斯堡的目標，就不斷婉拒胡克的荒謬命令，但同時對於自己的判斷又猶豫不決，但他最後都是決定渡河，攻擊北軍的左翼。
這時具伯·爾利(Jubal Anderson Early)和A.P. 希爾從威廉斯堡後方趕到，發現漢考克的行蹤，就猜出他的行動目的，就急忙進攻過去，而漢考克，當然，都看到爾利正向自己攻過來，心生一計，就下令北軍“不戰而撤”，同時暗中吩咐在高地的樹蔭下的惠勒(Wheeler)準備砲轟前來的南軍。爾利果然上當，繼續向漢考克衝去，結果北軍開一次火，爾利的南軍就立即潰不成軍，紛紛逃避。漢考克的傷亡人數只有30人，亦俘虜了600南軍。
A.D. 希爾戰後承認那次被突襲時所見到的景象是他見過最可怕的事（"one of the most awful things I ever saw."）。

### 尾聲
漢考克打敗了爾利後，麥克萊倫趕到戰場，十分贊同漢考克的戰略，遂命令數個軍師從左方繞行，進攻隆史崔特（Longstreet），但隆史崔特知道自己一定敵不過北軍，就退出了戰場。

## 戰事結束
北軍傷亡人數為2,283；南軍則有1,560人。
歷史學家認為這次戰役是以平手為結局，但麥克萊倫認為這次是北軍的一個勝利。

## 註腳
1. 1 2 3 4  國家公園服務 的存檔，存档日期2005-09-03.
2. ↑  Sears, p. 82.